# Фишта
Фишта (алб. Fishtë) је село на сјеверу Албаније. 
Иван Јастребов ово село као и села Стајка, Скотари и друга спомиње да су записана у мировном уговору између Стефана Црнојевића и Венеције из 1455. године. 
Уговор је закључен на острву Врањина, а споменута мјеста су тада била насељена православцима. 
Из овог мјеста је Ђерђ Фишта, албански пјесник, преводилац и католички свјештеник, члан монашког реда фрањеваца. 